# Решето поля функций
Решето поля функции — эффективный метод извлечения дискретного логарифма над конечным полем небольшой характеристики (в математике), введённый в 1994 году Леонардом Адлеманом, разработан Адлеманом и Хуангом в 1999 году. 
Просеивание точек, в которых полиномозначная функция делится на данный полином, не намного сложнее, чем просеивание целых чисел – базовая структура довольно похожа, и код Грея предоставляет очень эффективный удобный способ перехода через кратности данного многочлена. 